# كأس إيطاليا 1976–77
كأس إيطاليا 1976-77 (بالإيطالية: Coppa Italia 1976-1977) هو الموسم 30 من كأس إيطاليا. أقيم خلال الفترة 29 أغسطس 1976 وحتى 3 يوليو 1977، وأشرف على تنظيمه اتحاد إيطاليا لكرة القدم، وكان عدد الأندية المشاركة فيه 36، وفاز فيه ميلان.